# Tuyến đường sắt Bernina
Tuyến đường sắt Bernina là tuyến đường sắt đơn khổ 1.000 mm (3 ft 3 3⁄8 in) tạo thành một phần của tuyến đường sắt Rhaetian (RhB). Nó kết nối khu nghỉ mát St. Moritz thuộc tiểu bang Graubünden, Thụy Sĩ với thị trấn Tirano ở tỉnh Sondrio, miền bắc nước Ý thông qua con đèo Bernina. Với độ cao 2.253 mét (7.392 ft) trên mực nước biển, đây là tuyến đường sắt cao thứ năm châu Âu và cao thứ ba ở Thụy Sĩ. Nó cũng được xếp hạng là tuyến đường sắt có độ bám dính cao nhất lục địa và với độ dốc lên tới 7 %, nó là một trong những tuyến đường sắt có độ bám dính dốc nhất trên thế giới. Chênh lệch độ cao trên đoạn giữa đèo Bernina và Tirano là 1.824 m (5.984 ft), cho phép hành khách nhìn thấy sông băng và những cây cọ trên cùng một đường thẳng.
Vào ngày 7 tháng 7 năm 2008, tuyến đường sắt Bernina và Albula cũng là một phần của RhB, đã được ghi vào danh sách Di sản thế giới của UNESCO, với tên gọi Đường sắt Rhaetian trong cảnh quan Albula / Bernina. Toàn bộ khu vực này được coi như một khu vực di sản chung xuyên quốc gia giữa Thụy Sĩ và Ý.